# Safo
Safo, safo długosterny, safo kometa (Sappho sparganurus) – gatunek ptaka z rodziny kolibrowatych (Trochilidae), zamieszkujący środkowo-zachodnią część Ameryki Południowej.
Systematyka i zasięg występowania
Jest jedynym przedstawicielem rodzaju Sappho. Wyróżnia się dwa podgatunki:
- S. s. sparganurus (Shaw, 1812) – północna i środkowa Boliwia, być może także południowy kraniec Peru
- S. s. sapho (R. Lesson, 1828) – południowa Boliwia, północna i zachodnia Argentyna oraz wschodnio-środkowe Chile

Morfologia
Długość ciała: samce 19–20 cm (w tym ogon 7–10 cm), samice 12–14 cm. Średnia masa ciała według różnych źródeł: 5 g, 5,88 g lub 6,3 g.
Biotop
Safo zamieszkuje głównie górskie suche siedliska krzewiaste, również z luźno rosnącymi drzewami, wąwozy z gęstymi zaroślami bądź półsuchymi lasami liściastymi, także lasy Polylepis. Jest spotykany na wysokości 1500–4000 m n.p.m.
Status
Międzynarodowa Unia Ochrony Przyrody (IUCN) uznaje safo za gatunek najmniejszej troski (LC – least concern) nieprzerwanie od 1988 roku. Liczebność populacji nie została oszacowana; w 1996 roku ptak ten opisywany był jako dość pospolity. Ze względu na brak dowodów na spadki liczebności bądź istotne zagrożenia dla gatunku BirdLife International uznaje trend liczebności populacji za prawdopodobnie stabilny.